# Miłoradz
Miłoradz (deutsch: Mielenz) ist ein Dorf und Sitz der gleichnamigen Landgemeinde in Polen und liegt im Powiat Malborski der Woiwodschaft Pommern. 

## Geschichte
1920 wechselte Mielenz vom deutschen Kreis Marienburg in den Landkreis Großes Werder des Freistaats Danzig. Mit Einnahme des Freistaates 1939 durch Deutschland und die folgende völkerrechtlich nicht anerkannte Annexion kam Mielenz bis 1945 unter deutsche Herrschaft.